# Lycaena saportae
Lycaena saportae är en fjärilsart som beskrevs av Jacob Hübner. Lycaena saportae ingår i släktet Lycaena och familjen juvelvingar. Inga underarter finns listade i Catalogue of Life.